# Xbox Series X és Series S
Az Xbox Series X és Xbox Series S a Microsoft által fejlesztett kilencedik generációs konzoljai. Az Xbox One utódjaiként a negyedikek az Xbox konzolok sorozatában. A két konzol a PlayStation 5-tel verseng kilencedik generációs konzolokként. Az Xbox Series X és Series S hivatalosan a The Game Awards 2019-en lettek bemutatva.
Az Xbox Series X nagyobb újításokat kapott. Jellemzője a 4K felbontáson elért 120 fps, amit korábban még egy konzol sem ért el. Az Xbox Series S az Xbox One S felújított változatának tekinthető, annyi különbséggel, hogy csak 1440p felbontásra, és 120 fps-ra képes, kevesebb a tárhelye és nincs lemezmeghajtója, ezért a játékokat csak digitálisan lehet megvásárolni. A kontroller megjelenésben szinte ugyanaz, de jobb rezgő motor és egy új gomb is van benne.

## Történetük
A Microsoft már 2018-ban tervezte az új konzol fejlesztését. A 2019-es Game Awardson hivatalosan is bejelentették a konzolt. Az Xbox Series S-t jóval később, 2020. szeptember 8-án jelentették be, ami mellé felfedték hogy 2020 novemberében jelenik meg a Series X-el együtt.